# Real Sociedad
Real Sociedad de Fútbol, S.A.D., hay còn được biết đến với tên gọi Real Sociedad, là một câu lạc bộ bóng đá chuyên nghiệp ở thành phố San Sebastián, xứ Basque của Tây Ban Nha, được thành lập vào ngày 7 tháng 9 năm 1909. Sân nhà của đội bóng là sân vận động Anoeta với sức chứa 32.200 chỗ ngồi.
Real Sociedad giành danh hiệu vô địch La Liga hai lần vào mùa giải 1980–81 và 1981–82 và kết thúc ở vị trí á quân mùa giải 1979–80, 1987–88 và 2002–03. Real Sociedad giành Copa del Rey ba lần vào các năm 1909, 1987 và 2020. Đội bóng có trận derby xứ Basque với Athletic Bilbao. Sociedad thi đấu ở La Liga năm 1928 và giữ thành tích 40 mùa liên tiếp chơi ở giải đấu này từ năm 1967 đến 2007.

## Lịch sử
Bóng đá đã được giới thiệu đến San Sebastián vào đầu những năm 1900 bởi sinh viên và lao động trở về từ Anh. Năm 1904 họ thành lập Câu lạc bộ giải trí San Sebastian và năm 1905 họ thi đấu tại Copa del Rey. Trong tháng 5 năm 1905 câu lạc bộ bóng đá San Sebastian được hình thành như là một nhánh riêng biệt của câu lạc bộ. Năm 1909, họ đã  vào chung kết Copa del Rey nhưng hình thức trên giấy phép đăng ký thấy họ cạnh tranh với Câu lạc bộ Ciclista de San Sebastian. Đội bóng này đánh bại câu lạc bộ Español de Madrid 3-1 trong trận chung kết. Để tránh sự nhầm lẫn Sociedad de Futbol được thành lập vào ngày 07 tháng 9 năm 1909. Năm 1910, câu lạc bộ Tây Ban Nha chơi ở hai giải đấu cúp và Sociedad de Futbol gặp đối thủ ở Copa UECF nVasconia de San Sebastian. Trong cùng năm đó nhà vua Alfonso XIII, người sử dụng San Sebastián như thủ đô mùa hè của mình, đã bảo trợ câu lạc bộ của ông. Họ sau đó được gọi là Real Sociedad de Fútbol. Real Sociedad là thành viên sáng lập của La Liga trong năm 1928. Đội bóng đứng thứ tư mùa giải này với Francisco "Paco" Bienzobas là một trong những cầu thủ ghi bàn hàng đầu. Tên của đội đã được đổi thành Donostia Club de Futbol vào năm 1931, với sự ra đời của người Tây Ban Nha nhị Cộng hòa, nhưng đổi lại Real Sociedad sau chiến tranh Tây Ban Nha Dân sự năm 1939. Đội bóng đã liên tục lên,xuống hạng giữa 2 giải đấu Primera và Segunda. Vào Khoảng thời gian những năm 1940 nhà điêu khắc Eduardo Chillida là thủ môn của đội cho đến khi chấn thương chấm dứt sự nghiệp bóng đá của mình.

## Danh hiệu
| Giải đấu            | Giải đấu | Số lần | Năm                       |
| ------------------- | -------- | ------ | ------------------------- |
| La Liga             | Vô địch  | 2      | 1980–81, 1981–82          |
| La Liga             | Á quân   | 3      | 1979–80, 1987–88, 2002–03 |
| Copa del Rey        | Vô địch  | 3      | 1909, 1986–1987, 2020     |
| Supercopa de España | Vô địch  | 1      | 1982                      |
| Segunda División    | Vô địch  | 3      | 1948–49, 1966–67, 2009–10 |

## Cầu thủ

### Đội hình hiện tại
Tính đến ngày 2/9/2024
Ghi chú: Quốc kỳ chỉ đội tuyển quốc gia được xác định rõ trong điều lệ tư cách FIFA. Các cầu thủ có thể giữ hơn một quốc tịch ngoài FIFA.
| Số | VT | Quốc gia    | Cầu thủ                       |
| -- | -- | ----------- | ----------------------------- |
| 1  | TM | Tây Ban Nha | Álex Remiro                   |
| 2  | HV | Tây Ban Nha | Álvaro Odriozola              |
| 3  | HV | Tây Ban Nha | Aihen Muñoz                   |
| 4  | TV | Tây Ban Nha | Martín Zubimendi              |
| 5  | HV | Tây Ban Nha | Igor Zubeldia (đội phó thứ 2) |
| 6  | HV | Tây Ban Nha | Aritz Elustondo (đội phó)     |
| 7  | TĐ | Tây Ban Nha | Ander Barrenetxea             |
| 8  | TV | Nga         | Arsen Zakharyan               |
| 9  | TĐ | Iceland     | Orri Óskarsson                |
| 10 | TĐ | Tây Ban Nha | Mikel Oyarzabal (đội trưởng)  |
| 11 | TĐ | Suriname    | Sheraldo Becker               |
| 12 | HV | Tây Ban Nha | Javi López                    |
| 13 | TM | Tây Ban Nha | Unai Marrero                  |
| 14 | TV | Nhật Bản    | Takefusa Kubo                 |

| Số | VT | Quốc gia    | Cầu thủ                                |
| -- | -- | ----------- | -------------------------------------- |
| 15 | TV | Tây Ban Nha | Urko González de Zárate                |
| 16 | TV | Tây Ban Nha | Jon Ander Olasagasti                   |
| 17 | TĐ | Tây Ban Nha | Sergio Gómez                           |
| 18 | HV | Mali        | Hamari Traoré                          |
| 19 | TĐ | Nigeria     | Umar Sadiq                             |
| 20 | HV | Tây Ban Nha | Jon Pacheco                            |
| 21 | HV | Maroc       | Nayef Aguerd (mượn từ West Ham United) |
| 22 | TV | Tây Ban Nha | Beñat Turrientes                       |
| 23 | TV | Tây Ban Nha | Brais Méndez                           |
| 24 | TV | Croatia     | Luka Sučić                             |
| 25 | TĐ | Tây Ban Nha | Jon Magunazelaia                       |
| 27 | HV | Venezuela   | Jon Aramburu                           |
| 28 | TV | Tây Ban Nha | Pablo Marín                            |

### Đội dự bị
Ghi chú: Quốc kỳ chỉ đội tuyển quốc gia được xác định rõ trong điều lệ tư cách FIFA. Các cầu thủ có thể giữ hơn một quốc tịch ngoài FIFA.
| Số | VT | Quốc gia    | Cầu thủ     |
| -- | -- | ----------- | ----------- |
| 31 | HV | Tây Ban Nha | Jon Martín  |
| 32 | TM | Tây Ban Nha | Aitor Fraga |

| Số | VT | Quốc gia    | Cầu thủ      |
| -- | -- | ----------- | ------------ |
| 35 | TM | Tây Ban Nha | Egoitz Arana |

### Cho mượn
Ghi chú: Quốc kỳ chỉ đội tuyển quốc gia được xác định rõ trong điều lệ tư cách FIFA. Các cầu thủ có thể giữ hơn một quốc tịch ngoài FIFA.
| Số | VT | Quốc gia    | Cầu thủ                                       |
| -- | -- | ----------- | --------------------------------------------- |
| —  | TV | Tây Ban Nha | Alberto Dadie (tại Mirandés đến 30/6/2025)    |
| —  | TV | Tây Ban Nha | Jon Gorrotxategi (tại Mirandés đến 30/6/2025) |
| —  | TV | Tây Ban Nha | Robert Navarro (tại Mallorca đến 30/6/2025)   |

| Số | VT | Quốc gia    | Cầu thủ                                              |
| -- | -- | ----------- | ---------------------------------------------------- |
| —  | TĐ | Tây Ban Nha | Carlos Fernández (tại Cádiz đến 30/6/2025)           |
| —  | TĐ | Tây Ban Nha | Jon Karrikaburu (tại Racing Santander đến 30/6/2025) |

## Đội ngũ huấn luyện
| Chức vụ                        | Nhân viên                        |
| ------------------------------ | -------------------------------- |
| Giám đốc thể thao              | Roberto Olabe                    |
| Huấn luyện viên                | Imanol Alguacil                  |
| Trợ lý HLV                     | Mikel Labaka                     |
| Huấn luyện viên đội một        | Ion Ansotegi                     |
| HLV thủ môn cao cấp            | Jon Alemán                       |
| HLV thể hình                   | David Casamichana Iñigo Almandoz |
| Huấn luyện viên tinh thần      | Imanol Ibarrondo                 |
| Trưởng phân tích               | Beñat Labaien                    |
| Nhà phân tích trận đấu         | Ibon Peñagarikano                |
| Trinh sát                      | Mikel Aranburu                   |
| Trưởng phương pháp luận        | Jon Mikel Arrieta                |
| Người quản lý cầu thủ cho mượn | Imanol Agirretxe                 |